# بوجوكا
بوجوكا بلدية في ولاية باهيا في المنطقة الشمالية الشرقية من البرازيل.